# 博·杰克逊
博·杰克逊（英語：Bo Jackson，1962年11月30日—）是美国前棒球与美式足球运动员，是首位在这两项美国主流运动职业比赛中都入选全明星赛的球员。
杰克逊曾就读于麦克多立高中（McAdory High School），1982年在美国职棒大联盟（MLB）选秀中被纽约洋基队于第二轮选中，不过他最终选择进入奥本大学学习。他在大学期间同时参加美式足球与棒球比赛，1985年获得大学美式足球的最高荣誉——海斯曼杯。他在節目宣稱曾在1986年於美国全国橄榄球联盟（NFL）选秀训练营40码衝刺中跑出了4.12秒，若此成績為真，則與美國田徑短跑運動員克里斯蒂安·科爾曼在2017年跑出的4.12秒成績相當，但目前並無充分證據表明Bo Jackson確有此成績的存在。
在职业美式足球赛场，他于1986年NFL选秀中成为选秀状元，被坦帕湾海盗队选中，不过因为加入MLB堪萨斯市皇家队而未能与海盗队签约。1987年，他再次通过NFL选秀加入落杉矶突袭者队。突袭者队老板艾尔·戴维斯（Al Davis）同意他在棒球赛季结束后再参加球队比赛，并给了他与全职跑卫相当的薪资。1990年，他入选明星碗。然而，在与辛辛那提孟加拉虎队一场的比赛中，他因臀部受伤而被迫中止了美式足球职业生涯。
在职业棒球赛场，杰克逊于1986年加入MLB卫冕冠军堪萨斯市皇家队。1989年他入选全明星赛，并获最有价值球员称号。1990年在NFL赛场的受伤也严重影响了他的棒球职业生涯。此后，他先后转会至芝加哥白袜与加利福尼亚天使，1994年退役。

## 外部連結
- Bo Jackson在互联网电影资料库（IMDb）上的資料（英文）
- 球員資訊和成績在MLB ，ESPN ，Retrosheet ，Baseball Reference ，Baseball Reference (Minors) ，Fangraphs ，The Baseball Cube （英文）
- 博·杰克逊的X（前Twitter）
- Monday Night Football recap for November 30, 1987（页面存档备份，存于）